# 愛在當下 (專輯)
《愛在當下》是港台歌手邰正宵的第三十四張大碟，第二十二張國語專輯。這大碟在2016年12月28日推出，是他自2012年推出《起初》專輯後相隔四年再次發行原創作品。

## 簡介
這專輯的意念來自邰正宵一次旅行完畢後回家的感受：認為「只有在回到家，心靈才能得到平靜」，需要把握當時的小確幸，才會得到真正幸福。專輯花費4年籌備，錄製20首新歌，再選出14首收錄，只為了回饋等候多時的歌迷。
《愛在當下》中，邰正宵捨棄原有的王子造型，改用原野視覺，穿著格子襯衫、工作褲和靴子，並於台灣中部山林和溪邊拍攝作品內頁照片和音樂錄影帶，同名主打《愛在當下》的意念則來自許冠傑名曲《鐵塔凌雲》。另一首稍早發布的新曲《笑著哭了》則首次林隆璇合作，和姚可傑三人合唱，採用林隆璇兒子林亭翰的作品，音樂錄影帶則參考酷玩樂團曾運用的軍裝風，加上邰氏剪成短髮，令人耳目一新。
為了宣傳專輯，邰氏特意參加12月31日的「2017花Young台中」跨年晚會，是他16年來首次。晚會中，他除了演唱自己的著名作品「三千情歌組曲」：《千紙鶴》、《九百九十九朵玫瑰》及《一千零一夜》外，更首次演唱新專輯曲目一首《自備太陽》。

## 評價
搜狐娛樂的树娃認為，《愛在當下》蘊含邰正宵的音樂初心，一聽就會知道這是他的作品：情歌《真的好愛你》、《沒有你的我》；「數字情歌」《20999》等等；亦提到粵語的《事到如今》提供了情節畫面、工整旋律，有香港流行音樂的優良素質。東方娛樂的編者則讚許邰氏在市場不景氣的氛圍下能堅持每年發片，也帶出他對音樂的純粹和熱愛，呈现「一个很年轻样态的邰正宵」。

## 曲目
| 曲序 | 曲目                             |        | 作曲   | 编曲        | 製作人        | 备注               | 时长 |
| ---- | -------------------------------- | ------ | ------ | ----------- | ------------- | ------------------ | ---- |
| 1.   | 一起築夢                         | 邰正宵 |        | Kenn C      | Kenn C        |                    | 4:00 |
| 2.   | 自備太陽                         | 姚若龍 | 陳小霞 | Martin Tang | 邰正宵        | 《讓愛飛揚》片頭曲 | 4:09 |
| 3.   | 愛在當下                         | 邰正宵 |        | Kenn C      | 邰正宵        |                    | 4:19 |
| 4.   | 真的好愛你                       | 邰正宵 |        | Kenn C      | Kenn C        | 《讓愛飛揚》片尾曲 | 4:13 |
| 5.   | 疼愛                             | 葛大為 | 陳小霞 | Kenn C      | 邰正宵        |                    | 4:24 |
| 6.   | 民謠吉他手                       | 邰正宵 |        | Kenn C      | Kenn C        |                    | 4:43 |
| 7.   | 20999                            | 邰正宵 |        | Kenn C      | Kenn C 邰正宵 |                    | 3:54 |
| 8.   | 沒有妳的我                       | 姚若龍 |        | 周恆毅      | 梁介洋 邰正宵 |                    | 4:24 |
| 9.   | 笑著哭了（feat. 林隆璇、姚可傑） | 林亭翰 | 林亭翰 | 郭偉聰      | 林隆璇 吳俊毅 |                    | 4:11 |
| 10.  | 沒愛完的愛情（feat. 樂穎新）     | 易家揚 | 梁介洋 | 周恆毅      | 梁介洋        |                    | 3:53 |
| 11.  | 下一位                           | 梁錦興 | 黃晟峰 | 黃晟峰      | 邰正宵        |                    | 4:01 |
| 12.  | 事到如今                         | 潘源良 | 朱敬然 | Kenn C      | 朱敬然        |                    | 4:25 |
| 13.  | 無條件的愛                       | 邰正宵 |        | Terence Teo | 邰正宵        |                    | 4:21 |
| 14.  | 來不及說（Acoustic Version）     | 邰正宵 |        | Kenn C      | Kenn C 邰正宵 |                    | 4:32 |

## 音樂錄影帶
| 歌名       | 執導          | 首播日期       | 頻道                  |
| ---------- | ------------- | -------------- | --------------------- |
| 笑着哭了   | 蘇家弘 安格斯 | 2016年12月20日 | 邰正宵官方Youtube頻道 |
| 愛在當下   | SOTO 雲信     | 2016年12月24日 | 邰正宵官方Youtube頻道 |
| 真的好愛你 | 蘇家弘 安格斯 | 2016年12月27日 | 邰正宵官方Youtube頻道 |
| 自備太陽   | 蘇家弘 安格斯 | 2017年1月24日  | 邰正宵官方Youtube頻道 |
| 一起築夢   | 蘇家弘        | 2017年4月25日  | 邰正宵官方Youtube頻道 |
| 沒有妳的我 | 蘇家弘 安格斯 | 2017年5月12日  | 邰正宵官方Youtube頻道 |

## 備註
1. ↑  . 五大唱片.   [2017-03-27]. （原始内容存档于2022-02-18）.
2. 1 2 3 4  . 中時電子報. 2016-12-28  [2017-03-27].
3. ↑  . 大紀元台灣. 2016-12-29  [2017-03-27]. （原始内容存档于2016-12-30）.
4. 1 2 3  . 福建新聞. 2016-12-28  [2017-03-27].[永久]
5. 1 2  . 蘋果日報 (台灣). 2016-12-27  [2017-03-27].
6. ↑  . 三立新聞. 2016-12-21  [2017-03-27].
7. 1 2  . NOWnews 今日新聞. 2016-12-20  [2017-03-27]. （原始内容存档于2017-03-16）.
8. ↑  . 搜狐娛樂. 2017-01-09  [2017-03-27]. （原始内容存档于2017-03-28）.
9. ↑  . 東方娛樂. 2017-01-19  [2017-03-27]. （原始内容存档于2017-03-28）.